# Pollard, Daniel, Booth 9
Pollard, Daniel, Booth 9 (ofwel IX) is een muziekalbum van Brendan Pollard, Michael Daniel en Phil Booth. Het bevat elektronische muziek uit de Berlijnse School voor Elektronische Muziek. Het album bevat twee tracks die in september 2009 live zijn opgenomen in  Radio Velocity-studio in Bedford (tweetracks stereo opnameapparatuur). Het album was in 2009 in provisorische vorm verkrijgbaar tijdens concerten die het trio in 2009 gaf, waarvan een in Theater De Enk in Oirschot op 17 oktober 2009 (zie Pollard, Daniel, Booth 3). Het was bedoeld als inkijkje in de repetities die het trio hield op die concerten. In mei 2019 volgde een compact discuitgave. 

## Musici
- Brendan Pollard – modular synthesizers, mellotron, Fender Rhodes piano
- Michael Daniel – synthesizers, gitaar, glissgitaar, Fender Rhodes piano
- Phil Booth – synthesizer, SFX

## Muziek
| Nr. | Titel             | Duur  |
| --- | ----------------- | ----- |
| 1.  | Catalyst          | 51:28 |
| 2.  | The chaos balance | 20:29 |